# Лашо (М'янма)
Лашо (бірм. လားရှိုး) — місто на півночі штату Шан, М'янма; адміністративний центр однойменного округу.

## Географія
Лашо розташовується на висоті близько 784 метрів над рівнем моря на заході Шанського нагір'я; лежить у басейні М'їне (англ. Myitnge River, бірм. မြစ်ငယ်), притоки Іраваді.

### Клімат
Місто знаходиться у зоні, котра характеризується вологим субтропічним кліматом. Найтепліший місяць — травень із середньою температурою 25 °C (77 °F). Найхолодніший місяць — січень, із середньою температурою 15,6 °С (60 °F).
| Клімат Лашо             | Клімат Лашо | Клімат Лашо | Клімат Лашо | Клімат Лашо | Клімат Лашо | Клімат Лашо | Клімат Лашо | Клімат Лашо | Клімат Лашо | Клімат Лашо | Клімат Лашо | Клімат Лашо | Клімат Лашо |
| Показник                | Січ.        | Лют.        | Бер.        | Квіт.       | Трав.       | Черв.       | Лип.        | Серп.       | Вер.        | Жовт.       | Лист.       | Груд.       | Рік         |
| Абсолютний максимум, °C | 30          | 32          | 35          | 40          | 38          | 35          | 33          | 33          | 32          | 33          | 31          | 27          | 40          |
| Середній максимум, °C   | 23          | 25          | 29          | 31          | 30          | 28          | 28          | 27          | 28          | 27          | 25          | 22          | 27          |
| Середня температура, °C | 15          | 17          | 21          | 23          | 24          | 24          | 24          | 24          | 24          | 22          | 19          | 15          | 21          |
| Середній мінімум, °C    | 7           | 9           | 13          | 16          | 19          | 21          | 21          | 21          | 20          | 17          | 13          | 9           | 16          |
| Абсолютний мінімум, °C  | 0           | 2           | 3           | 7           | 12          | 17          | 17          | 16          | 13          | 7           | 3           | 2           | 0           |
| Норма опадів, мм        | 0           | 10          | 10          | 50          | 170         | 250         | 290         | 320         | 200         | 140         | 70          | 20          | 1570        |
| Днів з дощем            | 0           | 0           | 1           | 4           | 5           | 14          | 15          | 16          | 11          | 8           | 6           | 1           | 86          |
| Вологість повітря, %    | 75          | 66          | 59          | 60          | 71          | 78          | 83          | 85          | 81          | 83          | 80          | 78          | 75          |
| ----------------------- | ----------- | ----------- | ----------- | ----------- | ----------- | ----------- | ----------- | ----------- | ----------- | ----------- | ----------- | ----------- | ----------- |
| Джерело: Weatherbase    |             |             |             |             |             |             |             |             |             |             |             |             |             |

## Транспорт
- Національне шосе №3 з Мандалая до кордону з КНР у Мусхе